# دبوس دفعي

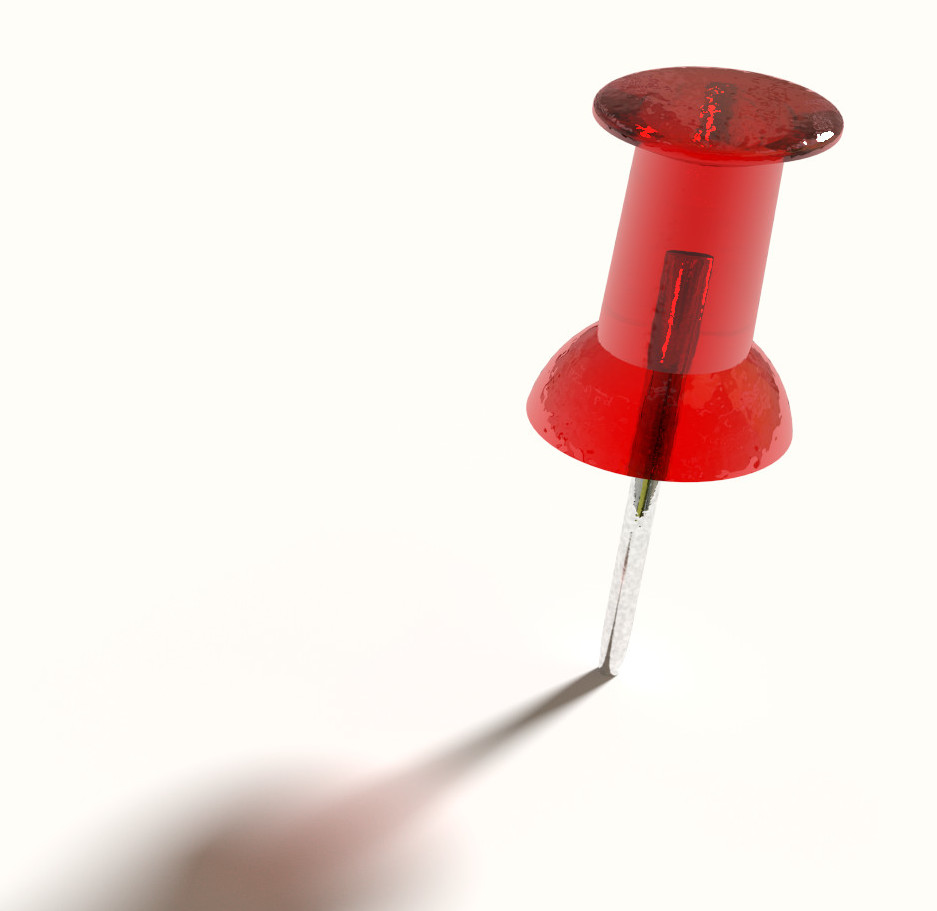
دبوس دفعي أحمر.

الدبوس الدَفعيّ أو المُسَيْمِير الإبهاميّ هو مسمار قصير أو دبوس يستخدم لتثبيت العناصر على الحائط أو اللوح قصد عرضها عن طريق إدخاله باليد، عادةً باستخدام الإبهام.
اختُرِعَ الدبوس الدفعي في أواخر خمسينيات القرن الثامن عشر.